# Talleres Loring

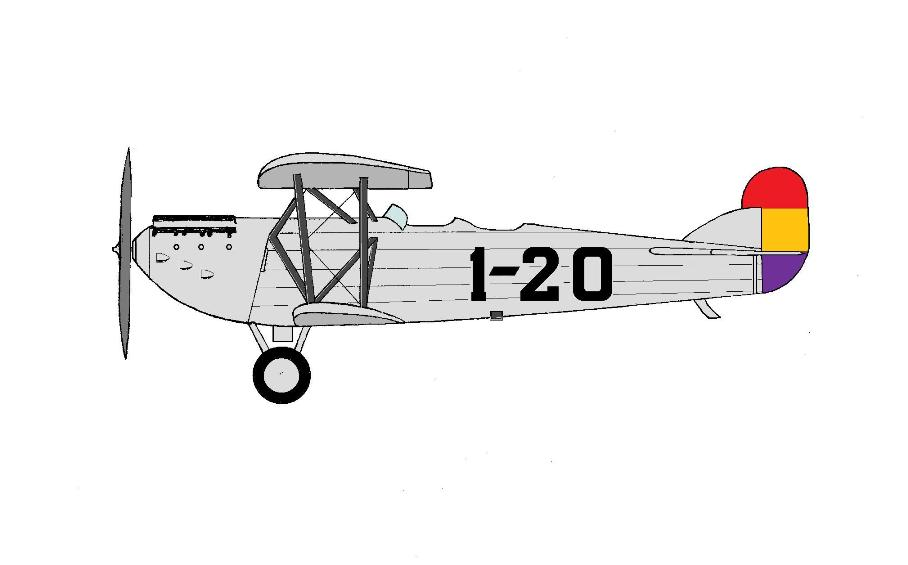
Loring R-III

Talleres Loring était un constructeur aéronautique espagnol.
La société a été créée en 1923 à Carabanchel Alto (Madrid) par Jorge Loring.

## Historique
À l'origine, l'entreprise devait produire du matériel aéronautique dans une enclave privée sur l'aérodrome madrilène de Cuatro-Vientos. 
Talleres Loring produisit plusieurs autogires incluant le Juan de La Cierva et le Loring E-II qui réalisa la première liaison entre Madrid et Manille entre le 24 avril et le 12 juillet 1932. 
Talleres Loring est devenu Aeronáutica Industrial S.A. (AISA).